# Туман (административная единица)
Тума́н (узб. Tuman / Туман) — административно-территориальная единица второго уровня в Узбекистане. На Украине, в России и Белоруссии аналогом является район, в США аналогом является округ.
Как правило, вилояты (области) Узбекистана делятся на туманы. Наибольшее количество туманов у Ферганского вилоята — 15, наименьшее количество у Навоийского и Сырдарьинского вилоятов — по 8. Также деление на туманы (районы) имеет Республика Каракалпакстан, находящяяся в составе Узбекистана. Кроме того, столица Узбекистана — город Ташкент также административно-территориально разделён на 11 туманов (районов). У остальных городов Узбекистана в настоящее время не имеется административно-территориальное деление на туманы (районы). 
В советское время области Узбекской ССР делились на районы. После обретения узбекским языком статуса государственного в Узбекской ССР в 1989 году началось поэтапное возвращение термина туман. 